# Yom Sang-seop
Yeom Sang-seop (coréen : 염상섭) est un auteur sud-coréen né en 1897 à Séoul et décédé le 14 mars 1963.
Écrivain coréen mais aussi combattant pour la liberté ayant vécu au début du XXe siècle, il est considéré comme un pionnier du roman moderne en Corée souvent désigné comme un « écrivain de la période d'insatisfaction générale ». Il a été l'un des premiers écrivains naturalistes et réalistes de la littérature coréenne. Son rôle dans la résistance contre le colonialisme japonais a donné lieu à son arrestation par le gouvernement japonais.

## Biographie
Il est né en 1897 à Séoul et a poursuivi ses études secondaires au Japon jusqu'en 1912. Après la fin de ses études secondaires, il a intégré l'université Keio au Japon. Cependant, il arrête ses études après seulement un semestre et commence une revue littéraire avec son compatriote écrivain Hwang Seok-u. C'est à cette époque qu'il découvre le Soulèvement du 1er mars en Corée et commence dès lors à planifier un rassemblement parallèle à Osaka, au Japon. En raison de ces actions, il est arrêté par les Japonais et incarcéré avant d'être acquitté en appel. En 1920, il retourne en Corée et occupe un poste de journaliste au sein du journal Dong-A Ilbo. Au cours des années 1920, il devient le promoteur d'une littérature nationaliste en faveur de la Corée, et fut l'un des rares écrivains (Hwang Sun-won étant un autre exemple notable) à avoir refusé d'écrire en japonais ou de publier des articles pour vanter les mérites du gouvernement japonais. En 1926, il retourne au Japon pour se concentrer sur l'écriture. En 1928 il revient en Corée, se marie avec Kim Yong-ok, et rejoint le journal Chosun Ilbo en tant qu'éditeur principal pour la section des arts et des sciences. Lorsque l'Académie coréenne des arts a été fondée, il y est élu comme l'un des membres à vie. Après une longue et illustre carrière, il est décédé le 14 mars 1963.

## Œuvre
Il a publié son premier ouvrage en 1919 dans des revues Hakjigwang et Seomgwang. En 1921, son récit La grenouille dans la chambre à spécimens (Pyobonsirui cheong-gaeguri) fut publié dans la revue L'aube d'une nouvelle époque (Gaebyeok), et en 1922 un de ses plus célèbres récits, A la veille de l'insurrection (Mansejeon) fut également publié (et même traduit en anglais). Il est  retourné au Japon où il a écrit les romans : Deux esprits (Isim) et Crimes et amour (Sarang-gwa joe). Tout en travaillant au sein du journal Chosun Ilbo, il a écrit un troisième roman intitulé Remous (Nallyu). Son roman sans doute le plus célèbre est Trois générations (Samdae), un roman de 472 pages publié en 1931. Comme cela se faisait souvent à l'époque, le roman a été publié en feuilleton dans le journal Chosun Ilbo. ; à l'époque, c'était la seule façon de publier un roman en Corée, le roman en tant que tel n'étant pas reconnu comme un travail de valeur, si bien que la publication de romans en format livre n'a vu le jour qu'en 1948. 
Au fil du temps, son importance dans le développement de la littérature coréenne a été reconnu par ses pairs. En 1953, il a reçu par le Prix culturel de Séoul, recevant trois ans plus tard le Prix de la littérature libre d'Asie puis, un an après, en 1957, il se voit décerner le prix de la contribution nationale pour le développement des arts. Un an avant sa mort, en 1963, il a également reçu la Médaille de la culture des mains du président coréen. 
Dans l'histoire moderne de la Corée, la littérature a toujours eu un rôle important, notamment par rapport aux coups de projecteurs qu'elle délivre sur les conditions de vie sociale des différentes époques. Yom Sang-seop, qui a dépeint la souffrance de ses contemporains durant la colonisation a montré à quel point la littérature pouvait amener les lecteurs à réfléchir sur l'histoire et sur les conditions de vies. À ce titre, ses récits apparaissent comme un formidable support pour la connaissance de la société coréenne durant cette période de l'histoire.